# Gian Alberto Bossi
Gian Alberto Bossi (conocido también como Bosso o Bossius, Busto Arsizio, 1450/1460 - c. 1512) fue un poeta, escritor y humanista italiano.
Vivió en la corte de Sforza hasta la caída del Ducado de Milán bajo el gobierno francés en 1499. En un primer momento, confió en la protección del señor de Milán, Gian Galeazzo Sforza, pero la arrogancia de Ludovico el Moro, que usurpó el trono del ducado en 1494, ñp obligó a regresar a la ciudad de Busto Arsizio, donde abrió una escuela para la enseñanza del latín a jóvenes de buena familia. Más tarde, también abrió una escuela en Legnano.
Como académico, destacó por escribir en varias ediciones de una gramática latina destinada a sus alumnos titulada Institutiones grammaticae, que tuvo bastante difusión en su época. Por el lado humanista en tanto, fue uno de los protagonistas de la vibrante aunque breve temporada cultural que Pio Bondioli definió como «Rinascimento bustese», del cual el santuario bramantesco de Santa Maria de Piazza es la máxima expresión. 
Murió en Busto Arsizio en la segunda década del siglo XVI.